# 凌水街道
凌水街道，是中华人民共和国辽宁省大連市甘井子區下辖的一个乡镇级行政单位。行政上，暂由大连高新技术产业园区代管。

## 行政区划
凌水街道下辖以下地区：
小平岛第一社区、凌海社区、凌工社区、屹馨百合社区、新新社区、大有恬园社区、屹馨曼谷华尚社区、屹馨大山中心社区、绘春社区、圣岛亲海社区、阳光社区、清馨社区、栾金村、庙岭村、王家村、大山村和河口村。

## 街道设施
街道内有大连软件园。内部入住数家国际五百强公司，数所院校。建有大连第七人民医院，凌水地区医院等医疗设施。和人民法庭一座。